# North Shore United Association Football Club
Maillots
Actualités
Le North Shore United Association Football Club est un club néo-zélandais de football basé à North Shore.

## Historique
- 1886 : fondation du club sous le nom de North Shore
- 1933 : fusion avec Belmont en North Shore United

## Palmarès
- Coupe d'Océanie des vainqueurs de coupe
  - Finaliste : 1987
- Championnat de Nouvelle-Zélande
  - Champion : 1977, 1994
- Coupe de Nouvelle-Zélande
  - Vainqueur : 1952, 1960, 1963, 1967, 1979, 1986
  - Finaliste : 1926, 1959, 1961, 1973, 1985, 1995

## Anciens joueurs
- Adrian Elrick
- Derek Parlane